# Thisanotia
Thisanotia és un gènere monotípic d'arnes de la família Crambidae descrit per Jacob Hübner el 1825. La seva única espècie, Thisanotia chrysonuchella, descrita per Giovanni Antonio Scopoli en la seva Entomologia Carniolica (1763), es troba a Europa.
Té una envergadura alar de 24-24 mm. Les larves s'alimenten de diverses herbes, com la Festuca ovina.

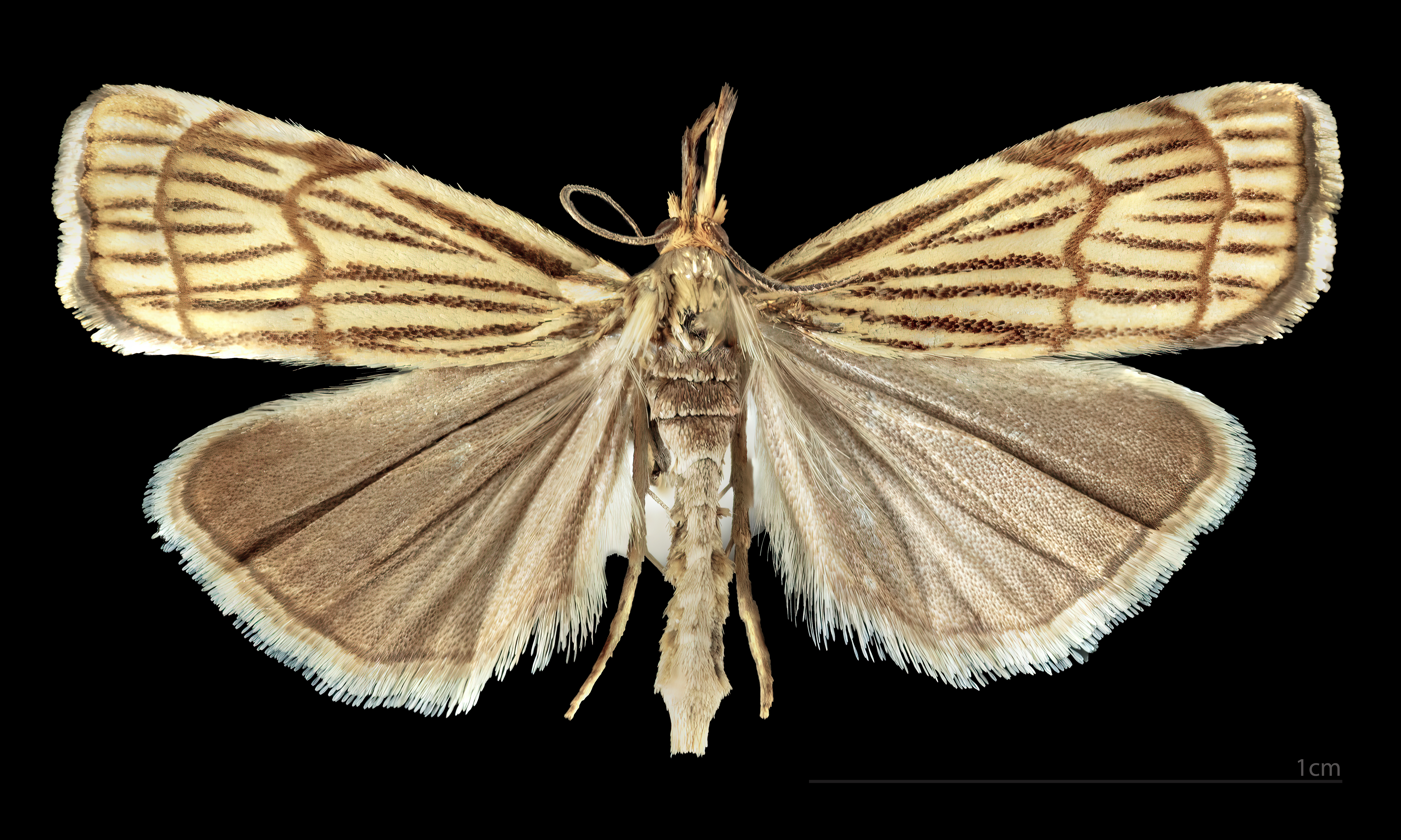
Thisanotia chrysonuchella ♀
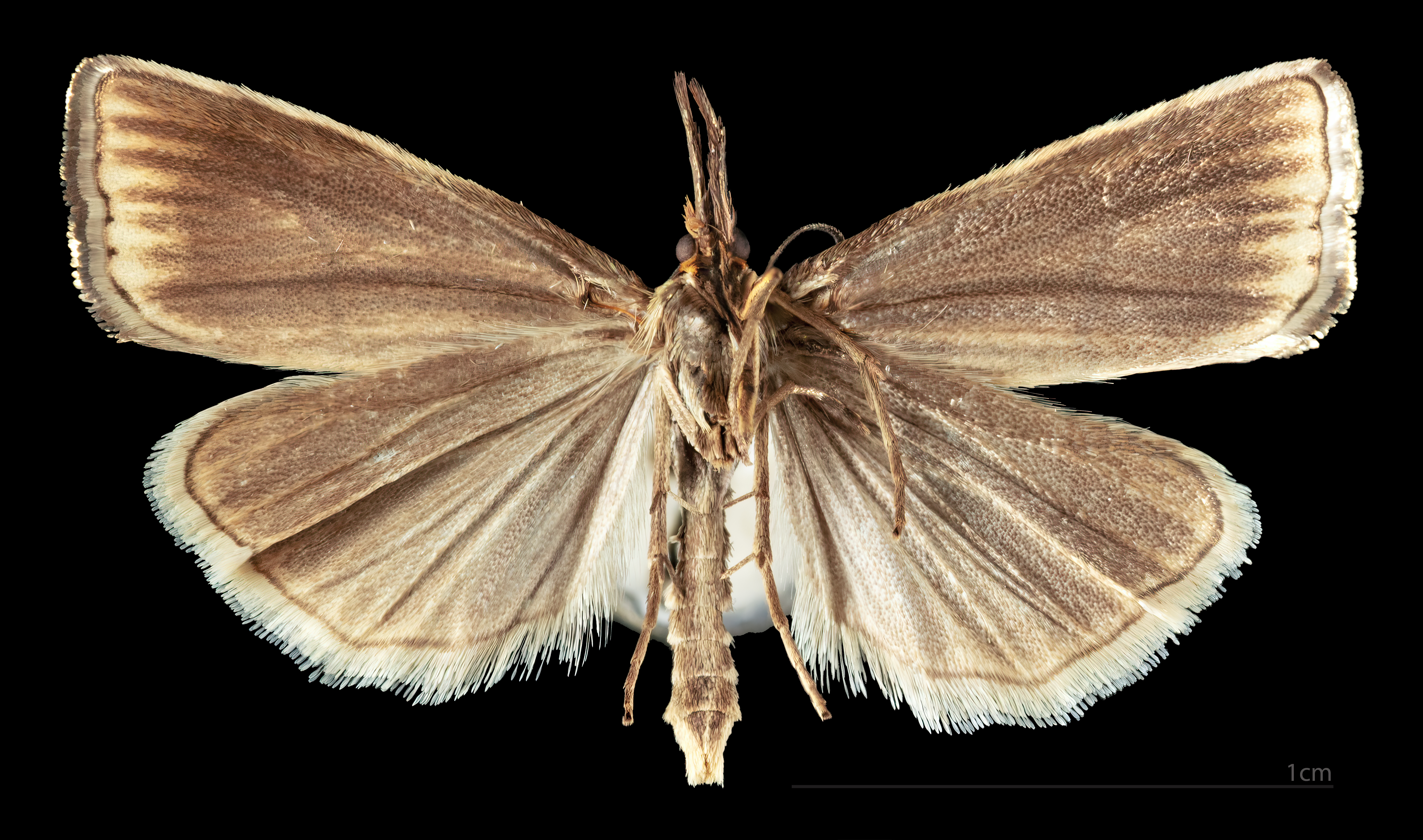
Thisanotia chrysonuchella ♀ △

## Subspècies
- Thisanotia chrysonuchella chrysonuchella
- Thisanotia chrysonuchella dilutalis (Caradja, 1916)